# NGC 7778
NGC 7778 este o galaxie situată în constelația Peștii. A fost descoperită în 12 noiembrie 1784 de către William Herschel. Se află la o distanță de 70,77 de megaparseci de Pământ.